# Haparanda (gemeente)
Haparanda (Fins: Haaparanta) is een Zweedse gemeente (Zweeds: kommun) in het historische landschap Norrbotten en de tegenwoordige provincie Norrbottens län. Haparanda is tevens de naam van de hoofdplaats van deze gemeente.

## Beschrijving
De gemeente Haparanda ligt in het uiterste noordoosten van Zweden. Ze grenst in het zuiden aan de Botnische Golf en in het oosten aan de rivier de Torne, die ook de grens met Finland vormt. Daarnaast grenst Haparanda aan de Zweedse gemeenten Övertorneå (in het noorden) en Kalix (in het westen).
De gemeente heeft een totale oppervlakte van 1884,7 km² en telde eind 2010 10.059 inwoners. Een groot deel van de bevolking is tweetalig Zweeds en Fins.
De gelijknamige hoofdplaats ligt aan de westzijde van de monding van de Torne in de Botnische Golf en grenst aan de Finse stad Tornio (Zweeds: Torneå). Haparanda en Tornio zijn partnersteden en noemen zich samen EuroCity. Andere plaatsen in de gemeente Haparanda zijn: Karungi, Kukkola, Marielund, Mattila, Nikkala, Purra, Salmis, Seskarö, Säivis, Vojakkala en Vuono.
In 1967 werd de stad Haparanda samengevoegd met de toentertijd bestaande landelijke gemeenten Karl Gustav en Nedertorneå. De bewoners geven echter de voorkeur aan de benaming stad voor het hele gebied, ook voor de niet-stedelijke delen daarvan.

## Economie
Naast verschillende openbare bestuursorganen behoren de industriële bedrijven AssiDomän AB en Polarica AB tot de grotere werkgevers in de gemeente Haparanda. Daarnaast is de grensoverschrijdende handel van belang. Haparanda heeft een haven, maar die is niet toegankelijk voor grote schepen.

## Afbeeldingen

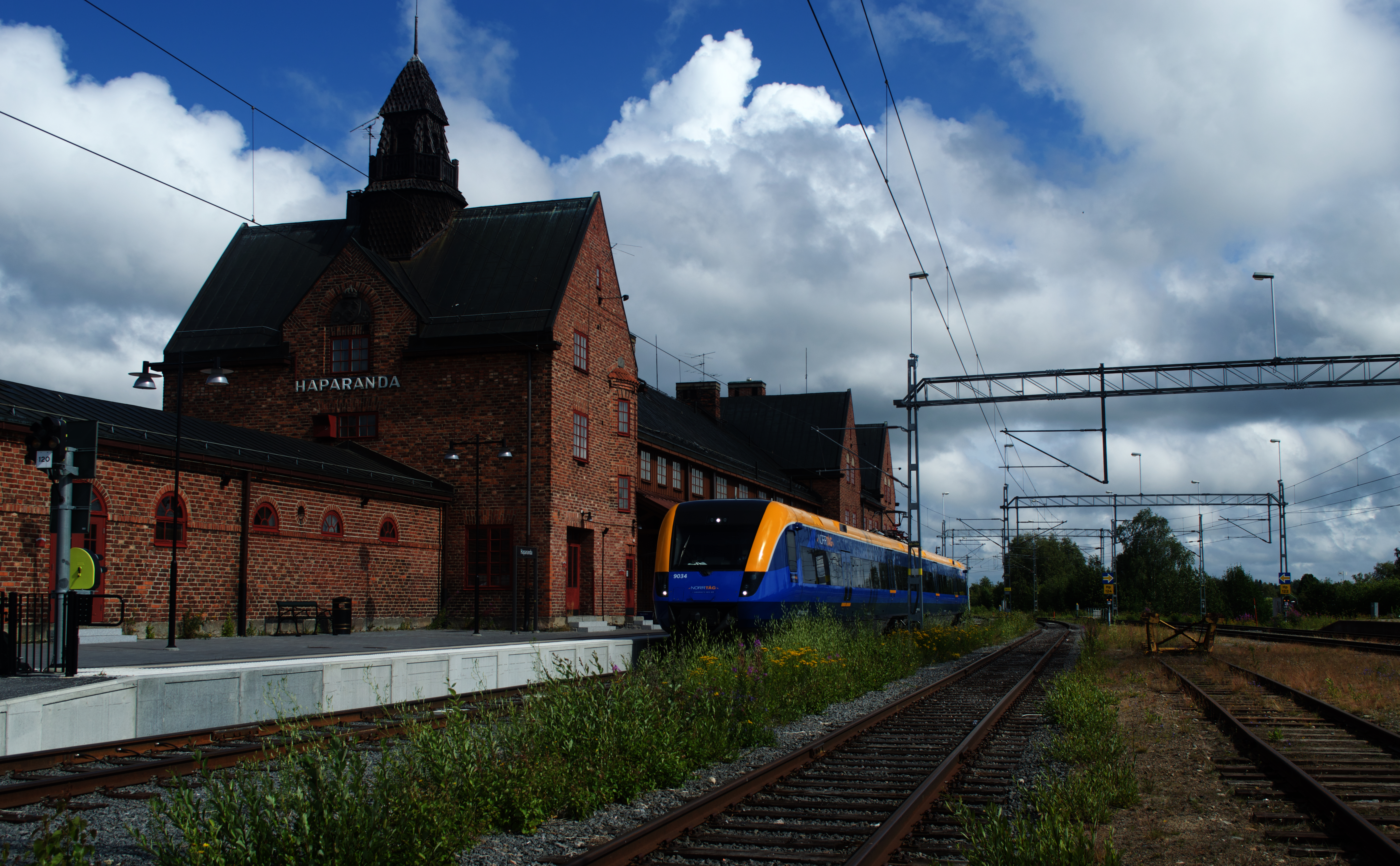
Haparanda, station (2023)
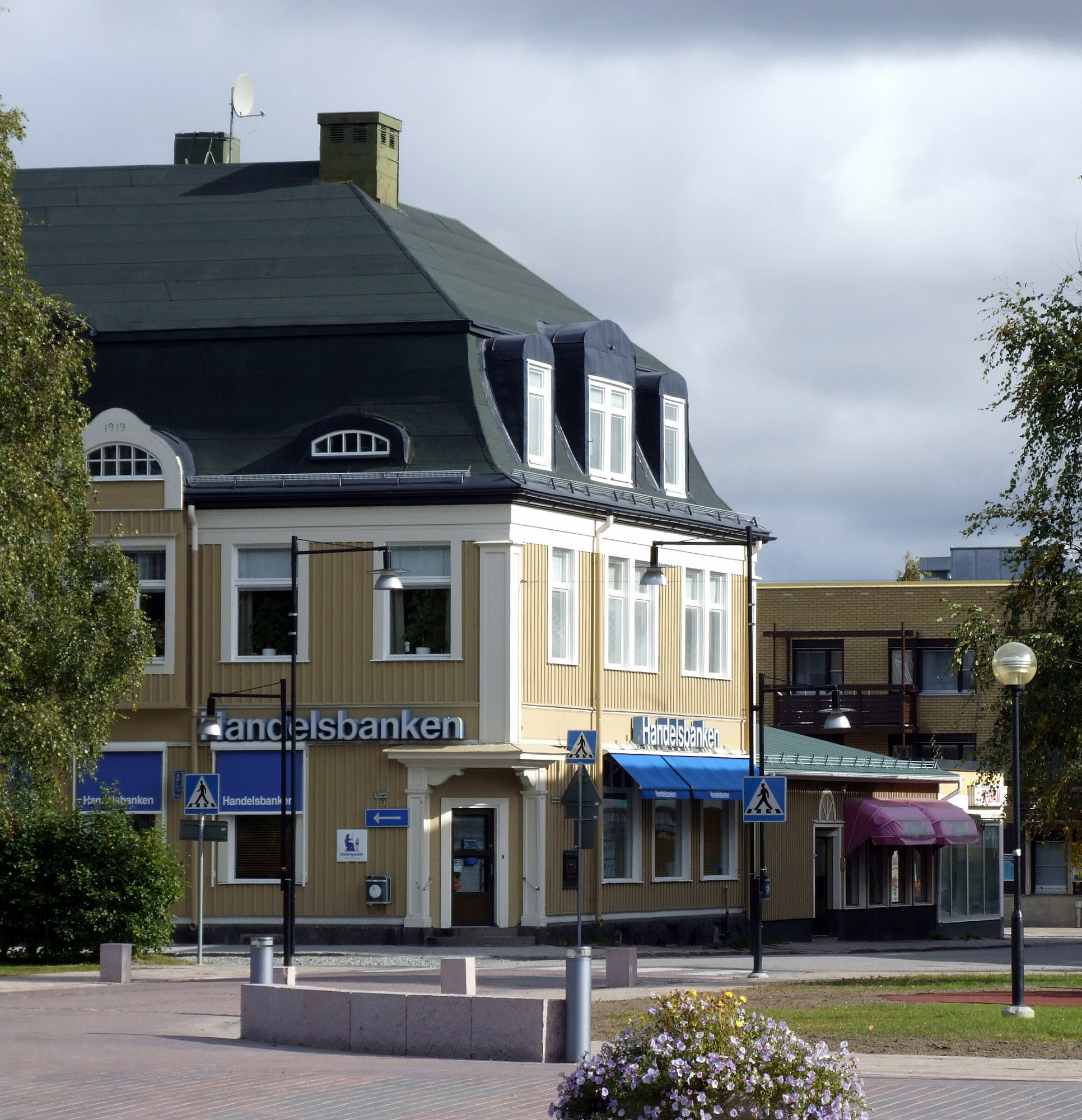
Haparanda, Handelsbanken (2007)
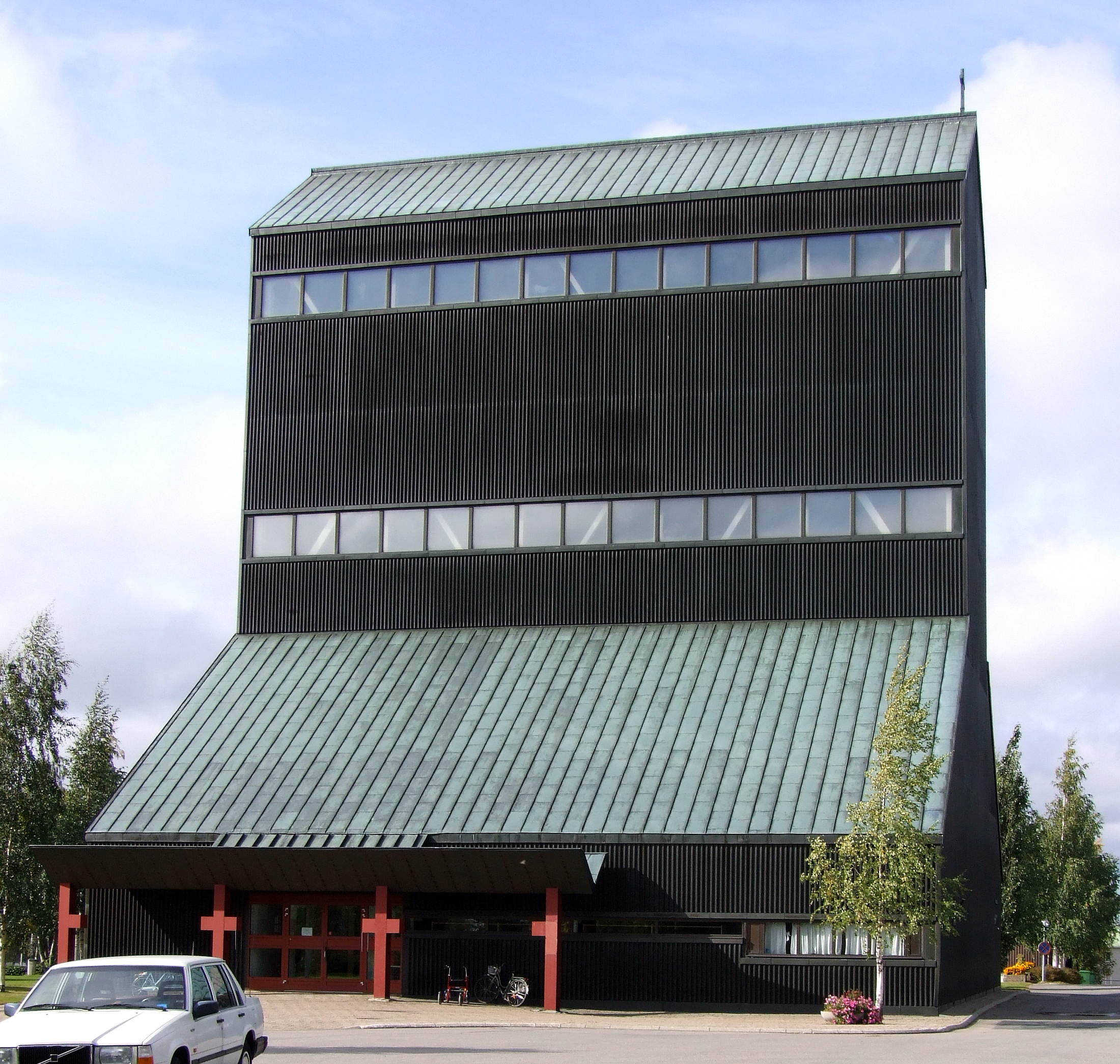
Haparanda, kerk (2007)

Arjeplog · Arvidsjaur · Boden · Gällivare · Haparanda · Jokkmokk · Kalix · Kiruna · Luleå · Pajala · Piteå · Älvbyn · Överkalix · Övertorneå
Alatalo · Barsk · Haparanda · Kangas · Kankaanranta · Karungi · Kattilasaari · Keräsjänkkä · Keräsjoki · Korpikylä · Korva · Kukkola · Lappträsk · Marielund · Mattila · Nikkala · Parviainen · Purra · Salmis · Seskarö · Säivis · Vojakkala · Vuono · Vittikko